# 終極動員令：將軍
《終極動員令：將軍》，於2003年2月10日發行。美商藝電從本遊戲開拓了一條新系列，劇情與泰伯倫系列和紅色警戒系列毫無關聯。遊戲使用SAGE引擎，為終極動員令系列中首套具備三維畫面的即時戰略遊戲。

## 概略

### 劇情
終極動員令：將軍的故事發生在近未来（一说为游戏发售后10年的2013年），玩家可以選擇三個陣營：美國、中國、和全球解放軍，依照遊戲劇情發展，適當的順序應該是中國、全球解放軍，最後是美國。在遊戲中，美國和中國是全球兩大強權，並且是由塔利班、基地組織等伊斯兰极端组织发展而来的“全球解放軍”（Global Liberation Army, GLA）的目標。事件從全球解放軍以核武攻擊北京天安門開始，行动中为了摧毁全球解放军的势力而炸毀了中國的三峽大壩，最後中國成功地粉碎了全球解放軍攻擊環太平洋區域的野心。接著全球解放軍的任務開始，嘗試要從之前攻擊中國的失敗中復甦，開始在各地引發暴動並且攻擊美國和中國，最後控制了位在哈薩克境內的拜科努尔航天中心，並發射了一枚帶有生化分導式多彈頭的聯合號運載火箭攻擊城市。接著美國的戰役開始，美國在不同區域，例如巴格達和裡海，攻擊全球解放軍，最後打敗了一名支持全球解放軍的中國將軍，並攻入了他們位在哈薩克阿斯塔納的基地。

### 音樂
《将军》的配乐作曲是Bill Brown和Mikael Sandgrenn，三方的背景音乐风格各异。美國音樂多半是现代軍乐 - 进行曲风格；中國音樂則大量借鉴中国古典民謠，并混有来自其他遊戲的背景音樂甚至效果音。全球解放军的音乐则有着浓厚的中东伊斯兰和印度斯坦音乐风格。

## 陣營

### 美國
美國是最先進的陣營，具有強大的地面部隊和空軍。戰鬥中，美軍車輛廣泛使用雷射技術導引武器和抵擋攻擊。
美國步兵常态下战斗力与其它两方区别不大，但特殊武器和能力非常实用，游骑兵可以装备清除駐兵或對付步兵專用的的闪光彈，而导弹兵可以通过雷射锁定快速瘫痪地方装甲和飞机。尖兵（Pathfinder）能够瞬间击杀敌方步兵，英雄「貝頓上校」（Col.Burton）则具備近身刺殺、安裝炸彈（遙控和定時炸彈兩種）和隱形的功能。美國空軍机种多样而专业性高，搭配得当能取得难以破解的空中优势。美國地面車輛平庸而基础素质强，另可搭配偵蒐蜂型機，攻擊蜂型機或是攻擊敵軍步兵。
美军单位的平均价格都比较高，因此相當仰賴資金的調度。

### 中國
中國主要依賴大量且具有破壞力的重型武器，強調正面的攻擊作戰，以及由俄製米格機組成的单一但有效的空中能力。战术方面很大程度依靠部队数量优势，部分步兵和普通坦克单位在5人以上互相靠近时可获得“人海战术”加成。中國擅長使用凝固汽油，蓋特機砲和战术核武器，也有強大的駭客技術，駭客可用來竊取金錢或癱瘓敵方建築；英雄單位黑蓮花擁有駭客最基本的技能，但她還可以佔領敵方建築物，且佔領速度比紅衛兵還要快。中國的單位因為配有厚重的裝甲，因此移動速度相對緩慢，比较懼怕高機動性的攻擊，往往需要指挥官亲手调动空军来应对袭扰威胁。
中国方面攻击性的将军技能主要有自走砲攻擊，效果类似于美国的A-10打击，优点是完全无法拦截而缺点是散布更大，还有能大面积瘫痪车辆和建筑的电磁脉冲炸弹。单位价格方面中国呈现两極化的趋势，基础步兵和车辆很多是三方中最便宜或性价比最好的，而高级单位比如全副武装后的炎黄坦克和核子加農炮，则是单价最昂贵的。

### 全球解放軍
全球解放軍（Global Liberation Army，GLA）由於科技上的劣勢，令全球解放軍的單位相對弱勢，而且沒有空中武力，但具有極高的機動性，对于游擊戰術非常有利，例如自殺攻擊、劫持、埋伏等。通过地道系统，GLA可以远距离瞬间调动大量部队。全球解放軍常用的武器為生化武器，也有許多爆炸性的設施。由於火力的不足和較低的耐用度，全球解放軍不適合正面對戰。
全球解放軍擁有大量的步兵以及載具，不少單位也有隱匿的功能，且有一部分還可以靠擊殺敵方載具時所掉落的物資進行武裝升級。他们的车辆装甲达不到其它两方的军用标准，正面战中堪称一触即溃，往往要靠“田忌赛马”式的跨级打击来维持优势，因此算是入门较难的阵营。
全球解放軍的另一大優勢，就是他們不需要電力來維持基地建築物的運作，相較於美國和中國只要缺乏電力便會使防禦武器全數停擺的缺點，全球解放軍可快速建立起一個密集的防禦陣地；也因為缺乏電力，全球解放軍建築的速度相對較慢，惟有通过缴获敌军的电站可适当提高建筑速度。全球解放軍的英雄賈曼卡爾（Jarmen Kell）可以殺死敵方載具的駕駛員，然後讓任何士兵佔領它。

## 真實武器的比較
終極動員令：將軍裡許多單位是在現實世界中存在的，不過多數單位為了提高遊戲性都經過了修改。例如中國的戰神坦克是以59式坦克為藍本。而美國的帕拉丁坦克在遊戲中是坦克但現實中卻屬自走炮（M109自走砲），遊戲中的帕拉丁坦克具备以雷射抵擋敵方飛彈的功能，現實中有類似的戰利品主動防禦系統。而將軍的特殊能力，像A-10攻擊機跟投擲氣油彈的B-52，悍馬車也都是來自現實世界中的作戰車輛。戰斧飛彈现实中目前只有陆基和舰载发射的版本，而游戏中以车载发射。
全球解放军的战斗车辆往往是来自作坊拼装，或者由民用车辆（比如皮卡、重型卡车和巴士）改造而来，车载武器则通常是拆自冷战时期苏联的军用车辆，造成奇特的组合，比如用卡车牵引的ZSU-23-4高射机炮。这种现象和全球解放军中心位于原苏联势力范围的中亚地区有关。极少数情况下他们能获得来自苏联的整套装备，比如使用MAZ-543载具的飞毛腿飞弹，但由于来源稀少仅能供给授权的将军使用。
某些武器則是完全虛構的，中國的炎黃坦克、美軍的微波坦克等。其它的單位，例如RAH-66卡曼契及曙光轟炸機則是在現實中已停止開發的武器。
中國的超級武器核彈和全球解放軍的生化死雨風暴（装载了炭疽/高爆混合弹头的飛毛腿飛彈齐射）在遊戲中因為平衡因素分别被削弱和加强了攻擊力，而美國的離子砲（Particle Uplink Cannon）則是純虛構的，概念来自于泰伯利亚系列中的离子炮。

## 模組
網路上流傳著許多玩家做出的模組。

## 評價
此游戏获得了很高的技术评价，包括Gamespot的8.9分（10分满分），评分汇总（Metacritic）一直维持在9分左右，不仅在系列中名列前茅，在所有游戏中也属上游。评论者大多认为该作的平衡性相较系列前作大为增强。批评意见主要包括，取消了前作风趣而备受好评的真人过场动画（FMV），相较前作缓慢不少的游戏节奏，和偏简短的单人战役。
另一方面的评价在于政治方面，本作因为涉及现实世界地缘政治，主题比较敏感，因而导致此遊戲曾經在中國及德國禁止發售。。

### 中国禁售
中国大陆对于境外输入文化作品的管控历来严格，对虚构作品中涉及中国的情节更是敏感。因此《将军》显然在多方面触碰了文化作品管制的红线，而成为历史上少数被文化部以文件形式禁止销售的电子游戏之一。
通过分析当年的相关新闻，可得知《将军》被中国大陆视为冒犯的主要原因有：
- 涉嫌破坏中国形象。特别是天安门在恐怖袭击中被毁，以及解放军涉嫌使用焦土政策，摧毁境内的香港会议展览中心和三峡大坝以拖延全球解放军攻势。
- 涉嫌“中国威胁论”。把中国塑造成扩张型的“超级大国”式强权。游戏中中国的战术实施也多采用有争议手段，比如频繁使用凝固汽油弹与核武器等“非人道”高杀伤性武器消灭敌军，“中国黑客”使用网银盗窃等不道德手段为军队提供资金，以及使用政治宣传（洗脑），人海战术等争议手段谋取胜利。
- 涉嫌对中国科技和文化水平的不实描述。比如，中国军队的基本步兵单位被称为“红卫兵”，穿着文化大革命時期的“三点红”军装并装备較落後的半自动步枪。中国的老百姓则留有清朝式的猪尾辫并带着斗笠，把中国描述为与时代脱节的国家。
- 涉嫌政治争议问题。比如，游戏中的中国地图不包括台湾岛，发生在中亚的部分任务影射现实的民族矛盾等。

在被列为被禁出版物后，销售《将军》遊戲的盗版产品（注：因从未正式引进，本来也不存在正版产品）的商贩会面临没收、罚款，甚至拘留15天的刑罚。实际上，對此遊戲感兴趣的中國大陸玩家仍能在私底下透過互联网渠道从境外網站获得《将军》的遊戲资源拷贝；另外，资料片《零点行动》因任务內容不涉及中国境内的情节，管制比原版就松散許多，在2000年代很多中国大陆网吧都是允许安装运行的。
在90年代，同一遊戲工作室的作品《红色警戒》就因涉嫌丑化中国曾经的盟友苏联和五大共运政治偶像之一的斯大林，而遭到过类似的封殺待遇。

### 德國禁售
由於美國有意攻打伊拉克，遊戲被禁止發行。後來EA改以名義在德國發售，部份部隊的名稱被更變。自殺部隊被更改成為機械部隊。

### 来自伊斯兰国家的批评
许多伊斯兰国家认为该作对“全球解放军”的渲染是不当的，会在玩家中下意识强化伊斯兰教支持恐怖主义的负面刻板印象。

## 資料片
《終極動員令：將軍》有一個資料片《終極動員令：將軍 絕命時刻》。

## 逸事
- 《将军》的项目构想始于2001年。早期构想后逐渐流出。最初版本之世界观和正式发售版本相比，情节更加离奇，具有后启示录风格。三方分别是“美国”，“新匈奴”（对应正式版本的中国）和“非洲帝国”（对应正式版本的全球解放军）。
- 此作的开发主要由西木工作室完成，是西木工作室被收购前最后的独立项目。2002年间流出的单位概念手稿（接近定稿）皆有西木工作室的标记，证明EALA只在开发的末期才有介入。
- 尽管此作品被中国大陆封禁，其中的配乐却广为大陆的各种影视节目在无授权状态下使用至今，最知名的例子可能是2007年热播军旅题材电视剧《士兵突击》。

## 外部連結
- 《終極動員令：將軍》官方網站 （页面存档备份，存于）（繁體中文）